# 東京都道新宿副都心八号線

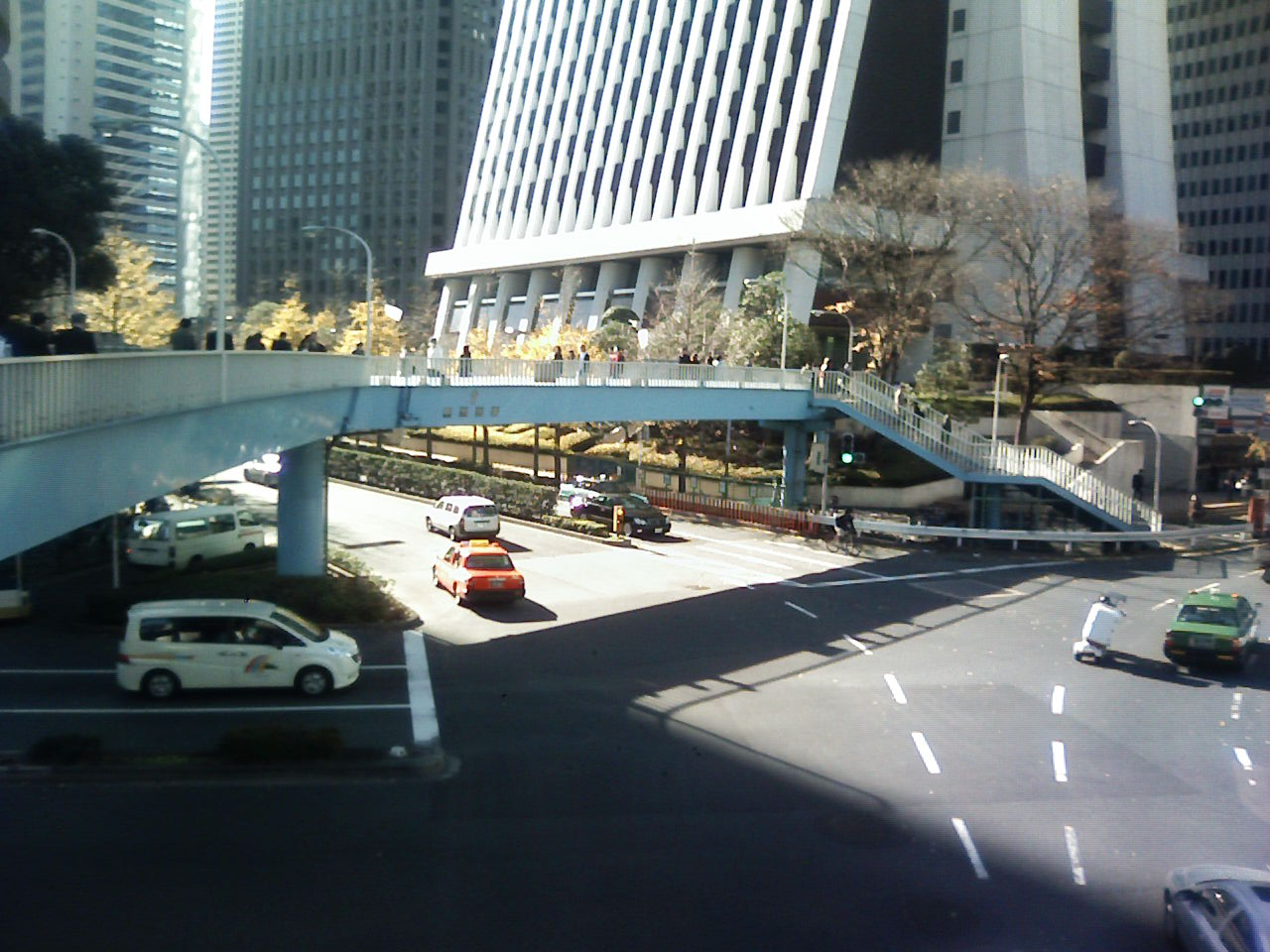
終点の様子（左前方）

東京都道新宿副都心八号線（とうきょうとどう しんじゅくふくとしん8ごうせん）は、東京都新宿区の特例都道である。

## 概要
西新宿の副都心地区を南北に貫いている。整理コードは3508。

### 路線データ
- 起点 : 東京都新宿区西新宿一丁目（国道20号交点）
- 終点 : 東京都新宿区西新宿一丁目（新都心歩道橋下交差点）
- 路線延長 : 516 m
- 通過する自治体 : 東京都新宿区

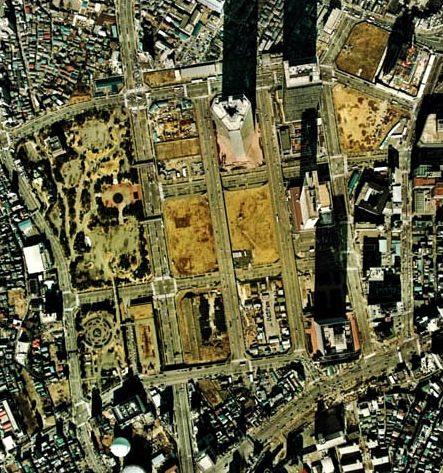
1974年の空中写真。右端の縦方向の道路が副都心八号線。
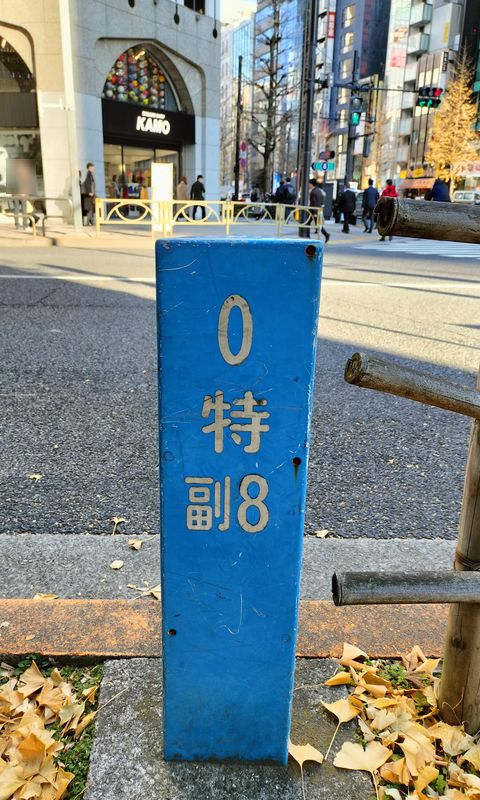
起点を示す0kmの距離標。甲州街道との交点。
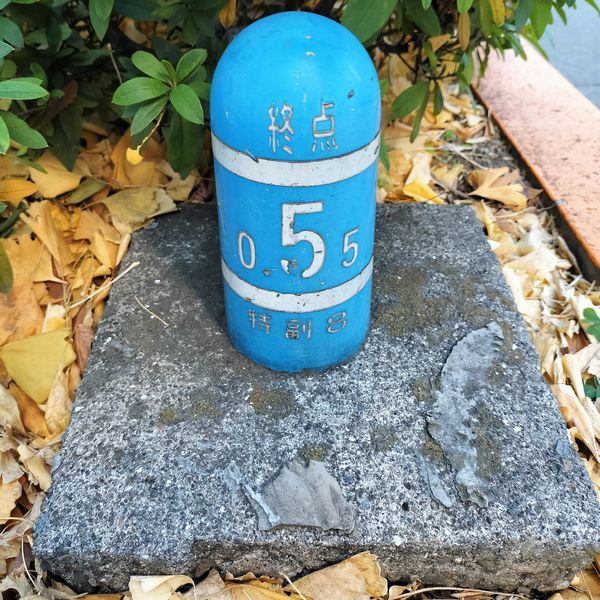
終点を示す距離標。新都心歩道橋の下。

## 歴史
淀橋浄水場廃場に伴う、西新宿地区の再開発により設置された。
- 1960年（昭和35年）6月15日 - 東京都市計画道路事業の新宿副都心街路第八号線として、事業開始[1]。
- 1965年（昭和40年）3月31日 - 淀橋浄水場が廃場となる。
- 1987年（昭和62年）8月10日 - 新宿副都心街路として、日本の道100選に選出。

## 交差する道路
- 国道20号（甲州街道） - 起点
- 東京都道新宿副都心三号線（ふれあい通り）
- 東京都道新宿副都心四号線（中央通り） - 階上部
- 東京都道新宿副都心五号線（北通り）
- 東京都道4号東京所沢線（青梅街道）・東京都道414号四谷角筈線 - 新都心歩道橋下交差点、終点

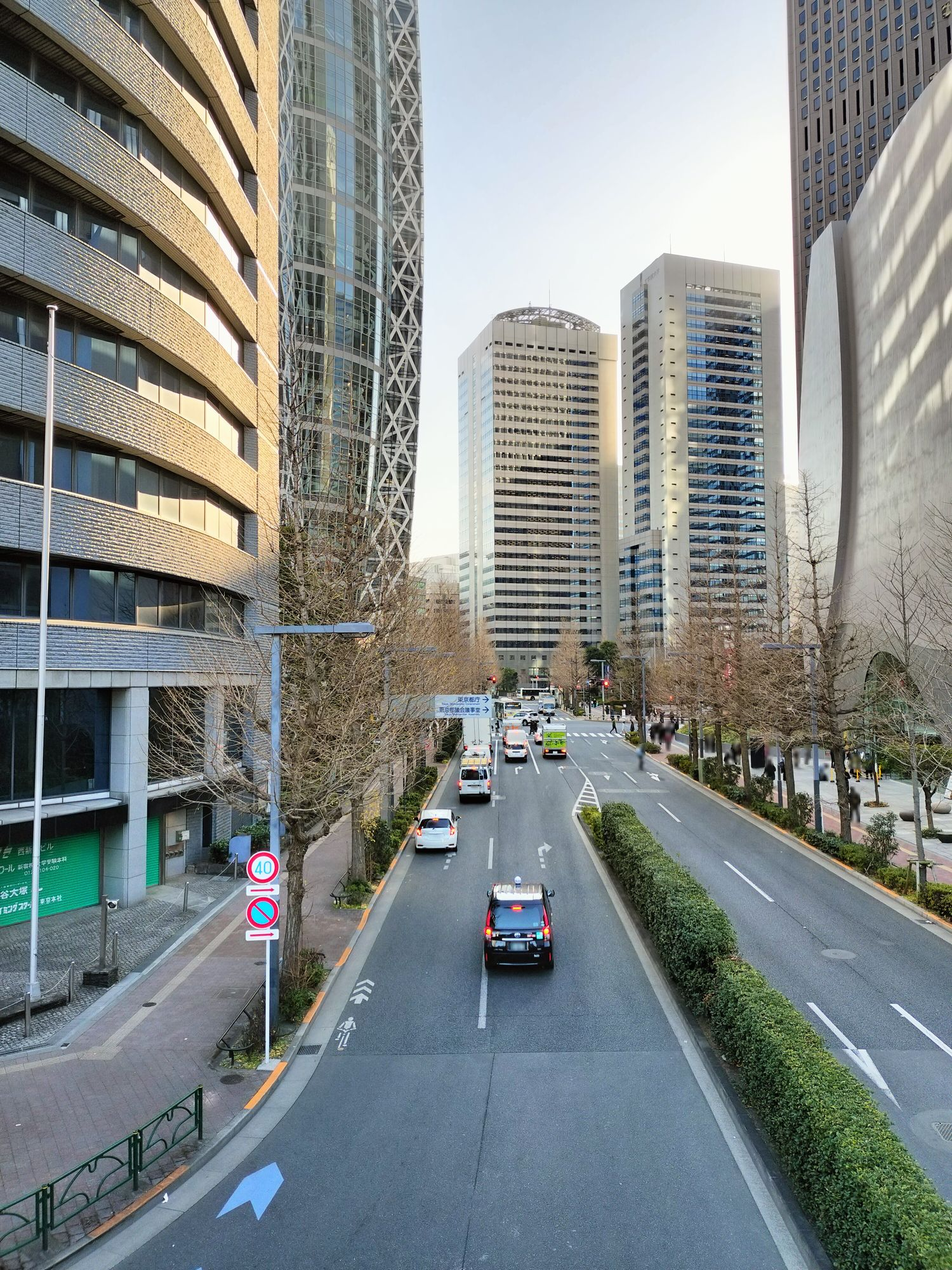
新都心歩道橋より南を見る。
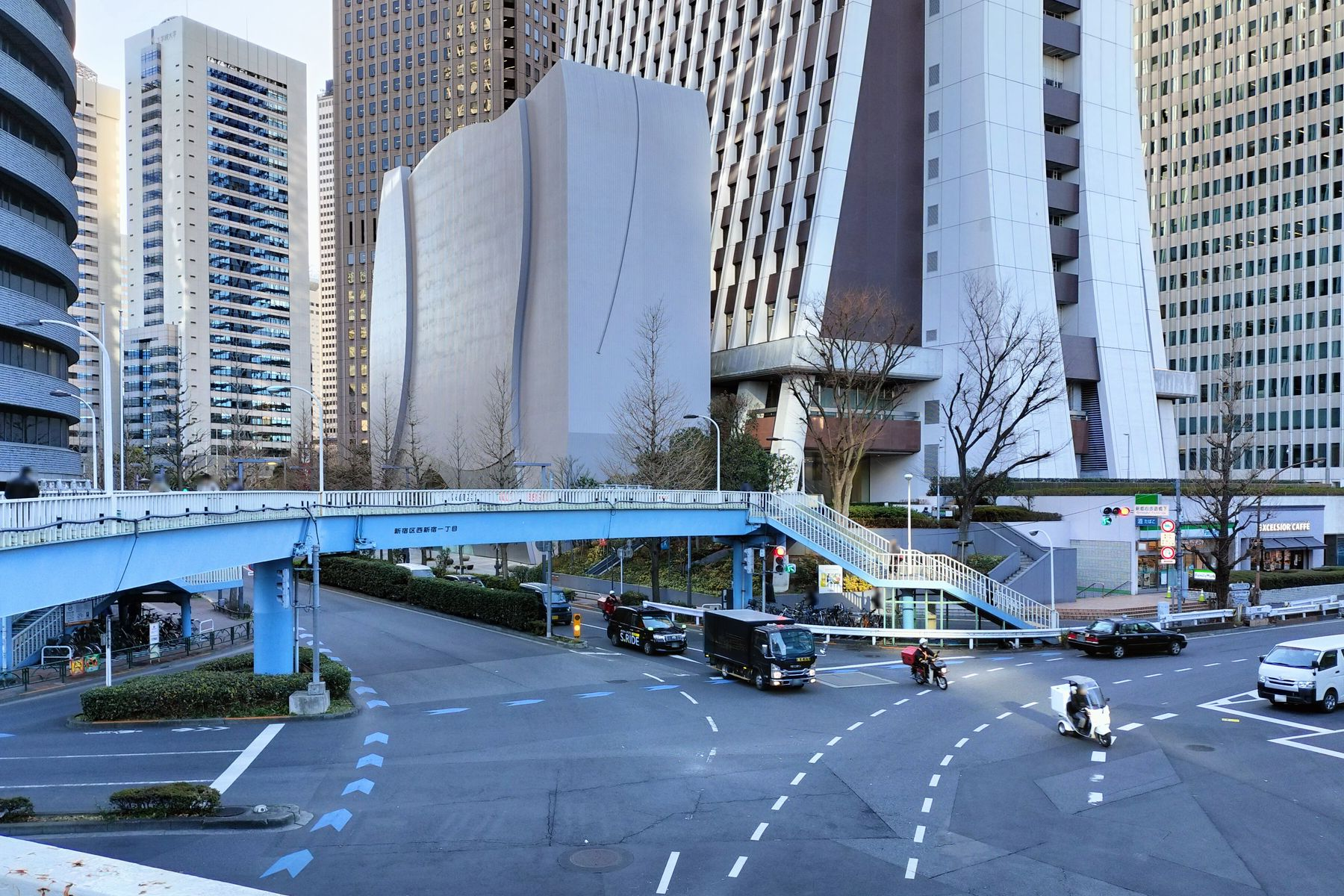
終点付近。左が都道414号、右が青梅街道。
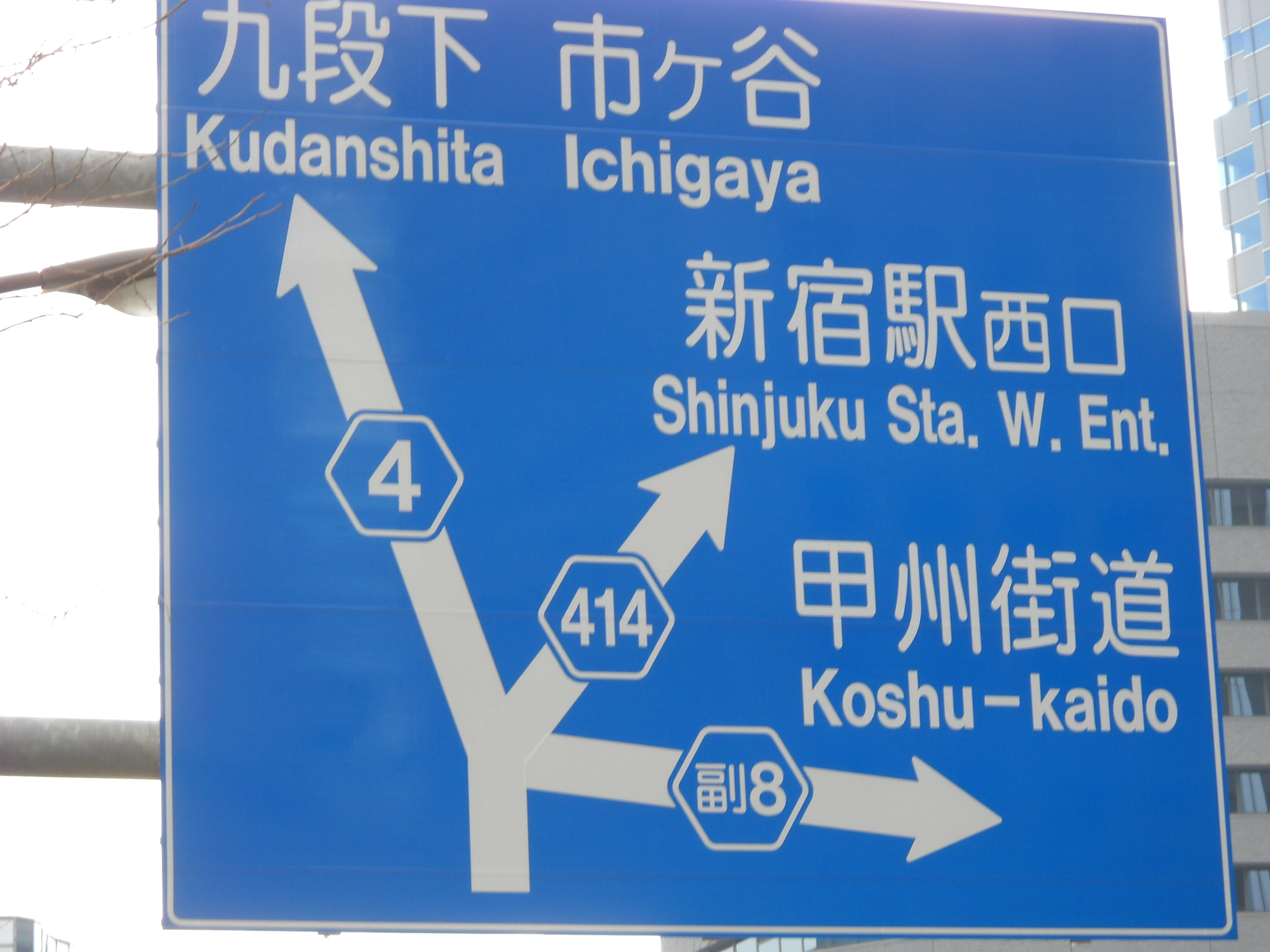
新都心歩道橋下交差点の案内図（青梅街道西側より）

## 沿道の施設
- 新宿郵便局
- 新宿ビルディング
- 工学院大学・エステック情報ビル
- モード学園コクーンタワー
- 新宿センタービル
- 新宿エルタワー
- 損保ジャパン本社ビル・SOMPO美術館

## 関連施設
- 歩道橋
  - 新都心歩道橋
- バス停留所
  - 新宿郵便局前

## 関連道路
- 東京都道新宿副都心二号線（南通り）
- 東京都道新宿副都心九号線（東通り）
- 東京都道新宿副都心十号線（議事堂通り）
- 東京都道新宿副都心十一号線（都庁通り）
- 東京都道新宿副都心十二号線（公園通り）
- 東京都道新宿副都心十三号線（十二社通り）